# 東方明珠總站
東方明珠總站（葡萄牙語：Pérola Oriental / Terminal）位於澳門黑沙環新區東方明珠街的一個終點站。澳巴2A、7、18A路線以本站為總站。澳巴27路線途經本站。

## 沿革
本站的設立是為配合交通事務局第二階段巴士路線調整計劃新增的三條路線而設置。設置目的主要是為了回應公眾對往返北區及中區的巴士服務需求。

## 歷史
- 2009年4月26日，本站正式投入使用，2A、7A、18A路線以本站為總站。

- 2017年4月9日，7與7A路線合併，新7路線以本站為總站。[1]

- 2021年10月16日，27路線調整走線，新增停靠本站。[2][3]

- 2022年8月11日至11月15日，因應黑沙環中街及東方明珠街交通整治工程，本站暫停使用，4條巴士路線停靠附近位於廣福祥花園前及君悅灣前的臨時站。[4][5][6][7]

## 設施
- 澳巴服務台

## 路線資料

### 終點站路線資料
| 澳巴 | 2A  | 東方明珠 | ↺ 亞馬喇前地 | - 黑沙環（黑沙環公園、廣華、東華） - 新雅馬路（鮑思高、濠江） - 二龍喉公園及得勝花園 - 塔石體育館 - 水坑尾街 - 八角亭                                                         |
| 澳巴 | 7   | 東方明珠 | 城市日前地   | - 黑沙環（裕華） - 祐漢（祐漢公園、祐漢街市） - 望廈（望德樓、望賢樓） - 俾利喇街（聖方濟各老人院） - 三盞燈 - 沙嘉都喇街 - 塔石體育館 - 水坑尾街 - 約翰四世大馬路 - 葡京酒店 |
| 澳巴 | 18A | 東方明珠 | ↺ 新馬路     | - 黑沙環（黑沙環公園、廣華、東華） - 新雅馬路（鮑思高、濠江） - 二龍喉公園及得勝花園 - 塔石廣場 - 水坑尾街 - 約翰四世大馬路                                                   |

### 途經路線資料
| 澳巴 | 27 | ↺ 青洲 | 望廈 | - 黑沙環（裕華） |

## 鄰近公共運輸站
M219 勞動節大馬路（Av. 1º de Maio）
路線：2A、2AS、3A、10B、17S、18、18A、18B、27、51A、73、AP1、N1A
M235 東北大馬路／保利達（Av. Nordeste / Edf. Poly Tex）
路線：3AX、27、30、34、51A、102X、AP1、MT3

## 外部連結
- 澳巴官方網站 （繁體中文） （页面存档备份，存于）